# Пенарт
Пена̀рт (на уелски: Penarth) е град в Южен Уелс, графство Вейл ъф Гламорган. Разположен е на северния бряг на залива Бристъл Чанъл на около 8,5 km на запад от централната част на столицата Кардиф. Има жп гара и пристанище. Морски курорт. Населението му е 29 388 жители, по приблизителна оценка от юни 2017 г.

## Побратимени градове
- Сент Пол дьо Леон, Франция